# Фінал чемпіонату світу з футболу 1970
Фінал чемпіонату світу з футболу 1970 — футбольний матч, в якому визначався переможець чемпіонату світу з футболу 1970 року. Матч відбувся 21 червня 1970 року на стадіоні «Ацтека» в Мехіко. У матчі зустрілися збірні Бразилії, чемпіон світу 1958 і 1962 років, і Італії, найсильніша збірна світу 1934 і 1938 років. З рахунком 4:1 перемогли бразильці.
Оскільки вперше в історії чемпіонатів світу обидва учасники фіналу були дворазовими на той час чемпіонами світу, переможець гри ставав першим в історії триразовим чемпіоном світу з футболу і отримував право навіки залишити в себе Кубок Жуля Ріме, тож переможці подальших світових першостей отримували вже нову версію Кубка.
Здобувши перемогу у фінальній грі, Бразилія стала не лише найуспішнішою командою чемпіонатів світу, обійшовши за кількістю перемог крім Італії ще й Уругвай, чемпіона світу 1930 і 1950 років, але й стала автором низки інших командних та індивідуальних досягнень. 
Ураховуючи, що для участі у фінальній частині світової першості бразильцям треба було пройти кваліфікаційний турнір, де вони по два рази здолали збірні Колумбії, Венесуели і Парагваю, на шляху до здобуття Кубка світу 1970 року вони загалом взяли участь у 12 іграх. У всіх матчах було здобуто перемоги із загальним рахунком 42:8.
Для 29-річного на момент гри бразильця Пеле це був вже четвертий чемпіонат світу, а перемога у фіналі стала для нього третьою в кар'єрі. Отже, він став першим, і на сьогодні лишається єдиним, гравцем-триразовим чемпіоном світу. Триразовим чемпіоном світу став і 38-річний головний тренер Бразилії Маріо Загалло, причому, оскільки два перші чемпіонські титули він здобув як гравець, то став першим, кому вдалося стати чемпіоном світу і як гравцю, і як тренеру.
Автором ще одного унікального на той час досягнення став Жаїрзіньйо, який відзначився забитим голом в усіх матчах збірної Бразилії під час фінальної частини чемпіонату світу.

## Перебіг гри
Перший реальний шанс відкрити рахунок у грі мали італійці, дальній удар нападника яких Луїджі Ріви бразильському голкіперу Феліксу, утім, удалося перевести над перекладиною на кутовий. А вже на 18-й хвилині перший гол гри забили бразильці — фланговий навіс у виконанні Роберто Рівеліно на дальній штанзі головою замкнув Пеле. Утім ще до перерви італійці скористалися помилкою захисту суперників і рахунок зрівняли — бразилець Клодоалдо помилився, віддаючи пас на власній половині поля, м'яч підхопив Роберто Бонінсенья, який обіграв двох захисників і воротаря Бразилії й уразив порожні ворота.
Утім подальший перебіг гри фактично не залишив італійцям, які намагалися побудувати гру від оборони, шансів на успіх. Бразильська команда, яку згодом багаторазово визнавали найкращою за всю історію чемпіонатів світу, раз-по-раз гостро атакувала і в другому таймі гри відзначилася ще трьома голами. На 66-й хвилині гри перевагу бразильців відновив дальнім ударом Жерсон, а вже за п'ять хвилин свій сьомий гол на турнірі забив Жаїрзіньйо, скориставшись точною скидкою від Пеле у воротарський майданчик італійців.
Остаточний же рахунок гри, 4:1 на користь бразильців, на 86-й хвилині встановив Карлос Альберто, забивши гол, що не лише став прикрасою турніру, але й вважається одним з найкращих голів в історії чемпіонатів світу, зокрема отримавши 2006 року визнання ФІФА як найкрасивіший гол в історії світових футбольних першостей. Особливістю гола стала одночасна демонстрація технічності бразильських футболістів і злагодженої командної гри в їхньому виконанні. Гольову комбінацію розпочав нападник збірної Бразилії Тостао, який опинився на лівому фланзі свого захисту, а участь у ній взяли всі польові гравці команди за виключенням двох, Евералдо і Вілсона Піацци. При цьому півзахисник Клодоалдо, чий технічний брак призвів до єдиного гола італійців у грі, реабілітувався, обігравши відразу чотирьох суперників на власній половині поля перед тим як віддати пас на Рівеліно. А в завершальній фазі атаки черговою результативною передачею відзначився Пеле, який, отримавши м'яч біля карного майданчика суперників, витримав декількасекундну паузу, після чого викотив його у вільну зону праворуч під удар набігаючому правому захисникові, який і уразив ворота, поціливши під дальню штангу воріт італійців.

## Деталі матчу
| 21 червня 1970 12:00 (CET) |

| Бразилія                                               | 4—1      | Італія         |
| ------------------------------------------------------ | -------- | -------------- |
| Пеле 18' Жерсон 66' Жаїрзіньйо 71' Карлос Альберто 86' | Протокол | 37' Бонінсенья |

| «Ацтека», Мехіко Глядачів: 107 412 Арбітр: Руді Глекнер (НДР) |

| Бразилія | Італія |

| ВР            | 1  | Фелікс             |    |
| ЗХ            | 4  | Карлос Альберто () |    |
| ЗХ            | 2  | Бріто              |    |
| ЗХ            | 3  | Вілсон Піацца      |    |
| ЗХ            | 16 | Евералдо           |    |
| ПЗ            | 5  | Клодоалдо          |    |
| ПЗ            | 8  | Жерсон             |    |
| НП            | 7  | Жаїрзіньйо         |    |
| НП            | 9  | Тостао             |    |
| НП            | 10 | Пеле               |    |
| НП            | 11 | Роберто Рівеліно   | ЖК |
| Тренер:       |    |                    |    |
| Маріо Загалло |    |                    |    |

| ВР                   | 1  | Енріко Альбертозі    |    |     |
| ЗХ                   | 2  | Тарчізіо Бурньїч     | ЖК |     |
| ЗХ                   | 5  | П'єрлуїджі Чера      |    |     |
| ЗХ                   | 8  | Роберто Розато       |    |     |
| ЗХ                   | 3  | Джачінто Факкетті () |    |     |
| ПЗ                   | 10 | Маріо Бертіні        |    | 75' |
| ПЗ                   | 13 | Анджело Доменгіні    |    |     |
| ПЗ                   | 16 | Джанкарло Де Сісті   |    |     |
| НП                   | 15 | Сандро Маццола       |    |     |
| НП                   | 11 | Луїджі Ріва          |    |     |
| НП                   | 20 | Роберто Бонінсенья   |    | 84' |
| Заміни:              |    |                      |    |     |
| ПЗ                   | 18 | Антоніо Юліано       |    | 75' |
| ПЗ                   | 14 | Джанні Рівера        |    | 84' |
| Тренер:              |    |                      |    |     |
| Ферруччо Валькареджі |    |                      |    |     |

## Зовнішні посилання
- Огляд матчу на YouTube
- Фінал ЧС-1970 на сайті ФІФА [Архівовано 3 лютого 2021 у Wayback Machine.] (англ.)